# Przemysław Kieliszewski
Przemysław Kieliszewski (ur. 22 stycznia 1974 w Poznaniu) – dyrektor Teatru Muzycznego w Poznaniu, prawnik z wykształceniem muzycznym. Doktor nauk humanistycznych w zakresie polityki kulturalnej, autor publikacji z zakresu zarządzania kulturą i polityki kulturalnej.

## Biografia
Był stypendystą G.F.P.S. na Georg-August-Universität w Getyndze. Jest absolwentem prawa Uniwersytetu im. A. Mickiewicza w Poznaniu. Prowadzi wykłady dla studentów Kulturoznawstwa i Wiedzy o Teatrze UAM. Realizował badania m.in. dla Urzędu Marszałkowskiego Województwa Wielkopolskiego, MKiDN, Instytutu Adama Mickiewicza. Prowadził szkolenia w obszarze zarządzania kulturą, współtworzył strategie rozwoju kultury dla samorządów. Wielokrotnie pełnił funkcję eksperta w komisjach przy MKiDN i w Mieście Poznaniu. Współtwórca Regionalnego Obserwatorium Kultury UAM.
Od 1994 roku był menedżerem artystów oraz zespołów w Polsce i za granicą, m.in.  Chóru Akademickiego UAM, Poznańskiego Chóru Chłopięcego, Polskiego Teatru Tańca, Festiwalu Akademia Gitary, Łukasza Kuropaczewskiego, Małgorzaty Sajny, Przemysława Witka, Orkiestry św. Marcina, Festiwalu Muzyka w Katedrze w Kołobrzegu. Zorganizował kilkaset koncertów i przedstawień, m.in. koncert Bryana Adamsa.   
W latach 2003–2004 uczestniczył w reformie i powołaniu nowej instytucji kultury – Poznańskiego Chóru Chłopięcego.
Od 2008 do 2012 r. dyrektor, a do 2019 szef Rady Programowej Festiwalu Akademia Gitary. Od 2013 r. dyrektor artystyczny Festiwalu Muzyka w Katedrze w Kołobrzegu.
Wieloletni członek Towarzystwa Muzycznego im. H. Wieniawskiego i Sekretarz Rady Fundacji Kultury Polskiej w Poznaniu. Członek Stowarzyszenia Dyrektorów Teatrów oraz Konferencji Teatrów Muzycznych i Operowych. Członek Rady Artystycznej przy Ministrze Kultury i Dziedzictwa Narodowego oraz Filharmonii Gorzowskiej. Zasiada w Radzie Programowej Narodowego Instytutu Muzyki i Tańca.
W latach 2019–2020 Przewodniczący pierwszej Rady Uczelni Akademii Muzycznej im. Ignacego Jana Paderewskiego w Poznaniu.
Od 2013 r. pełni funkcję dyrektora Teatru Muzycznego w Poznaniu. Współorganizował takie przedsięwzięcia jak: telewizyjny koncert Plàcida Dominga na inaugurację 1050-lecia polskiej państwowości, Jesus Christ Superstar jako finał obchodów 1050. rocznicy Chrztu Polski na Stadionie Miejskim w Poznaniu dla 26 tys. widzów czy koncert Andrea Bocellego na 100-lecie Uniwersytetu Poznańskiego.
Wyprodukował musicale m.in. Jekyll&Hyde, Evita, Zakonnica w przebraniu, Madagaskar, Nine, Footloose, Rodzina Addamsów, Pippin, Virtuoso o I.J. Paderewskim, Kombinat z piosenkami Republiki i Irena o I. Sendlerowej, a także koncerty i produkcje  telewizyjne. Jest również autorem tłumaczenia tekstów piosenek do musicali Pippin (2019), Virtuoso (2020) i Drogi Evanie Hansenie (2024).

## Nagrody
Jest laureatem m.in.:  
- Nagrody Rady Fundacji Kultury Polskiej[19];
- Odznaki Honorowej za zasługi dla województwa wielkopolskiego[20];
- Orderu Labor Omnia Vincit[21].
- Nagrody IPN „Świadek Historii”(2024)[22]